# 條紋頰縫鯰
條紋頰縫鯰，為輻鰭魚綱鯰形目甲鯰科的其中一種，為熱帶淡水魚，分布於南美洲巴西巴拉那河流域，體長可達6.5公分，棲息在水流快速、礫石底質底層水域，生活習性不明。

## 扩展阅读
維基物種上的相關：條紋頰縫鯰